# Абстрактен труд
Абстрактен труд е икономически термин, въведен от Карл Маркс.
Представлява изразходване на човешка работна сила въобще, независимо от нейната конкретна форма. Той създава стойността на стоката. Това е обществена форма на труда, присъща само на стоковото стопанство.
Видове:
- прост – неквалифициран;
- сложен – умножен прост труд, квалифициран.